# Список термінів у газотранспортній промисловості
Список термінів у газотранспортній промисловості — це список базових знань і термінів, які пов'язані із газотранспортною промисловістю,— транспортуванням, зберіганням та розподілом газу.

### А
Абразивний інструмент — Аварійна ємність — Аварійна сигналізація (компресорна станція) — Аварійний зв'язок шахтний — Аварійний режим вентиляції ГПА — Автоматизовані системи керування в газотранспортній промисловості — Автоматичні захисти на компресорній станції — Автотранспортне господарство — Агрегат — Азбест — Азбестит — Активні гази — Алебастр — Алмаз — Алюміній — Аміачна селітра — Амортизатор — Аналіз фізико-хімічний — Аналізатор — Анемометр — Анкер — Анкерне кріплення — Антипомпажний клапан — Антропогенні форми рельєфу — Апарат повітряного охолодження — Армування шахтних стовбурів — Артезіанський колодязь — Артезіанські води — Асфальт

### Б
Бабіт — Баланс запасів корисних копалин — Баланс паливний — Балансові запаси корисної копалини — Барабан підйомної машини — Безвідходна технологія — Бітуми — Бітумізація — Бульдозер — Буріння — Бурове обладнання — Бурові роботи

### В
Вагон — Вакуум-насос — Вантажопідіймальні механізми — Вапняк — Вентилятори шахтні — Вентиляційні пристрої — Вентиляційні труби — Вентиляція — Верстати — Верховодка — Вибій — Вибух /Вибухи метану/ — Вибухобезпека — Вибухова хвиля — Вибухозахист електрообладнання — Вибухонебезпечні гази — Вивітрювання — Видобування корисних копалин — Викиди — Вимірювальні прилади — Високочастотне руйнування гірських порід — Висотна відмітка — Вихідний пункт геодезичний — Вібратор (техніка) — Вібраційна хвороба — Вібраційні сепаратори — Віброметр — Віброочистка — Вібростенд — Відбійний молоток — Відкрита розробка родовищ — Відсаджування — Відстійники — Відтворення природних ресурсів — Відшарування — Віра! — Включення в мінералах — Вкрапленість — Вогнегасник — Вогнезахищені матеріали — Водне господарство — Водовідвід — Водовідлив — Водозбірні споруди — Водозлив — Водоносний горизонт — Водопоглинання гірських порід — Водопостачання з кругообертом води — Водопроникність гірських порід — Водотривкі породи — Вторинний тиск — Втрати корисних копалин — Вуглепроводи — В'яжучі речовини

### Г
Габаритомір — Газ коксовий — Газгольдер — Гази природні горючі — Газліфт — Газоаналізатор — Газова зйомка — Газова промисловість — Газовий аналіз — Газовий баланс — Газовий бар'єр — Газовий дренаж — Газовий конденсат — Газовміст гірських порід — Газогенератор — Газоємність вугілля — Газозбірна виробка — Газойль — Газоконденсатне родовище — Газометр — Газонасиченість гірських порід — Газонебезпечні роботи — Газоносність гірської породи — Газопроникність гірських порід — Газосховище — Галон — Гейзер — Генераторний газ — Геодезична сітка — Геодезичний пункт — Геодезичні знаки — Геодезія — Геологічна карта — Геологічне знімання — Геологічний розріз — Геологічна ера — Геологічні періоди — Геологія /Геологічна діяльність/ — Геолого-промислова характеристика родовища — Геологорозвідувальні роботи — Геометризація родовища — Геометрія надр — Геомеханіка — Геотермальні ресурси — Геотермія — Геотехнічні властивості гірських порід — Геотехнологія — Геофізична аномалія — Геофон — Геохімічні пошуки і розвідка родовищ корисних копалин — Геохронологія — Герметизація устя свердловин — Герметик — Гідравлічна класифікація — Гідравлічний двигун — Гідравлічний розрив пласта — Гідравлічний стояк — Гідравлічний удар — Гідрати — Гідровидобування — Гідровипробовування — Гідродомкрат — Гідрозамок — Гідрозатвор — Гідрологія — Гідромуфта — Гідропривод — Гідросепаратор — Гідростатичний рівень — Гідростатичний тиск — Гідроустаткування — Гідрофільність — Гідрофобність — Гіпс — Гірнича справа — Гірничотехнологічні властивості гірських порід — Гірничохімічна промисловість — Гірські породи — Глибина розробки родовища — Глибиномір маркшейдерський — Глина — Гнучке перекриття — Гомогенний — Гомологічні ряди — Гоніометр — Горизонт (гірництво) — Горизонтальні деформації — Горючі корисні копалини — Горючі сланці — Гравій — Гравітаційний режим — Градирня — Гранична тримкість кріплення — Гранично допустима концентрація газів та пилу — Граніт — Гранули — Гранулометрія — Гранулювання — Графік організації робіт — Графіт — Грейдер — Грейфер — Гудрон

### Ґ
Ґрунтові води

### Д
Двомостова схема — Деаерація — Дебіт — Дегазація — Деградація корисної копалини — Декантація — Демпфер — Дерев'яне кріплення — Державна комісія по запасах корисних копалин України — Державний кадастр родовищ і проявів корисних копалин — Державні баланси запасів корисних копалин України — Десорбер — Деформації допустимі — Джерела газовиділення в гірничі виробки — Динаміка підземних вод — Динамічне явище (гірництво) — Дирекційний кут — Диспетчерська служба — Діоксид кремнію — Доломіт — Долото (буріння) — Дорогоцінне каміння — Дренаж — Дренажний комплекс — Дьоготь

### Е
Ежектор — Ексгаустер — Екскаватор — Експлуатація родовища — Експлуатаційна розвідка — Електрична підстанція — Електропостачання — Електроталь — Ерліфт — Ерозія

### Ж
Жиробус — Журнали гірничого профілю — Журнали нафтогазового профілю

### З
Завал виробки — Завантажувальний пристрій — Загазованість — Загорання — Займання — Займання температура — Закріплення ґрунтів — Залізнична колія — Залізні руди — Залізняк — Залізорудна промисловість — Залягання родовища — Заморожуюча станція — Запаси корисних копалин — Запірна арматура — Запобіжний канат — Запобіжний клапан — Запобіжник — Засоби гасіння пожеж — Захист гірничих виробок від води — Збагачення корисних копалин — Зближені пласти — Зворотний клапан — Зйомка маркшейдерська підземних об'єктів — Змійовик — Знепилювач відцентровий — Зола — Зона обвалення — Зрошування — Зсув ґрунту

### І
Ізолінії — Ізоляція — Ізотерми — Імпелер — Індивідуальний захист — Індивідуальні засоби захисту — Індикатор метану — Індукційні методи електророзвідки — Інертний газ — Інклінометр — Інкубаційний період самозапалювання — Інтенсивність газовиділення — Інтерферометр — Іризація — Іскробезпечне шахтне електроустаткування — Історія геологічна

### К
Кабелеукладальник — Каверна (геологія) — Кайло — Кайнозойська ера — Календарний план будівництва гірничого підприємства — Календарний план розвитку гірничих робіт — Калорифер — Камера (гірництво) — Камерна рама — Камерна система розробки — Камерні запаси — Камерний заряд — Кам'яновугільні масла — Канава (гірництво) — Канал вентилятора — Канат — Канатна відкатка — Канатна пилка — Карбіди — Карбоксил — Карбонадо — Карбонати — Карбонатизація — Карбонатити — Кар'єр — Кар'єрний транспорт — Кар'єру елементи — Каротаж — Каска — Катагенез(геологія) — Каталізатори — Категорія охорони споруд — Кварц — Керамзит — Керн — Кисневий баланс — Ківш — Кізерит — Кіл — Кімберліт — Кіновар — Кінцеве устаткування гірничих машин — Кір — Клас крупності — Класифікатор (апарат) — Класифікатор гідравлічний — Класифікатор електричний — Класифікатор магнітний — Класифікатор механічний — Класифікатор повітряний — Класифікація систем розробки — Клевеїт — Клейофан — Кліваж — Клінохлор — Кліть — Кобальтит — Ковелін — Когезія — Коефіцієнт аеродинамічного опору виробки — Коефіцієнт безпеки — Коефіцієнт ефективності дегазації — Коефіцієнт затяжки покрівлі — Коефіцієнт міцності гірської породи — Коефіцієнт розкриття — Коефіцієнт тріщинуватості — Коефіцієнт усадки — Кокс — Коксовий газ — Колумбіт — Колчедан — Кольська надглибока свердловина — Комбайн гірничий — Комбінована система розробки — Комплекс очисний — Комплекс скреперний — Комплексне використання корисних копалин — Комплексне освоєння надр — Комплексне кріплення — Конвеєрна лінія — Конкреція — Консервація гірничодобувного підприємства — Континентальні відклади — Контрольна спостережна свердловина — Контрольна трубка — Контроль форми уступу — Контурне висаджування — Контурне підривання — Концентрат (гірництво) — Концентрація гірничого виробництва — Концентрація гірничих робіт — Концентрація на столах — Копер — Копрові шківи — Коразія — Кордієрит — Корж (гірництво) — Корисні копалини — Корінні породи — Корінна частина підйомної машини — Корунд — Косовик — Косовиковий хідник — Коуш клиновий — Крейда — Крейдовий період — Кремінь — Кремнезем — Крило (гірництво) — Криптозой — Криптомелан — Кристаліти — Кристалічні сланці — Кристалографія — Критична температура самозаймання — Кріпильні матеріали — Кріпленнявстановлювач — Кріплення гірничих виробок — Кріплення параметри — Крокуюча ходова частина комбайна — Крокуючо-рейковий хід — Крокуючий екскаватор-драглайн — Крокуючий хід — Кросинг — Ксеноліт — Кут складки — Кут падіння пласта — Кущове кріплення — Кюстеліт

### Л
Лебідка — Легування (металургія) — ЛЕС — Лінія профільна — Літолого-стратиграфічний план — Ліфтова колона — Ліхтар шахтний — Ловильний інструмент — Лупінг — Люк (пристрій)

### М
Магній — Магніт — Магнітні сепаратори — Майна! — Малахіт — Марганець — Маркшейдер — Мармур — Мастило — Матеріалознавство — Межа безпечного ведення гірничих робіт — Мезозойська ера — Мембрана (техніка) — Мензула — Метали — Металогенія — Металообробка — Металургія — Метаморфізм — Метан — Метанова зона — Метантенк — Методи збагачення корисних копалин — Механіка гірських порід — Механічні властивості гірських порід — Мідь — Мікротріщини — Мінерал — Мінералізація — Мінеральна сировина — Мінеральні води — Мінеральні ресурси — Міцність — Молібден — Молоток — Морські нафтогазові промисли — Мостовий перевантажувач — Мультициклон — Муфта (техніка)

### Н
Надглибоке буріння — Надра — Наждак — Насос — Насосна станція — Нафта — Нафтогазовий комплекс України — Нафтопродукти — Нафтосховище — Нашатир — Непоновлювані природні ресурси — Нефрит — Нівелір — Нівелювання — Нікель — Нормальний розріз товщі порід — Нормування експлуатаційних витрат в транспорті газу

### О
Обводненість родовища — Облік газу — Озокерит — Окатиші — Оливи — Олово — Онікс — Опал — Оптимізація режиму перекачування газу — Осадові гірські породи — Освітлення рудникове — Осередок горіння — Осередок пожежі — Осередок самозаймання — Осідання ґрунту — Основні гірські породи — Осушування родовищ — Охорона довкілля — Охорона надр — Охорона праці — Очисні споруди

### П
Паливна промисловість — Паливно-енергетичний баланс — Паливно-енергетичний комплекс (ПЕК) — Паливо — Паспорт компресорної станції — Пеліти — Пемза — Пенетрометр — Пентландит — Передача висотної відмітки — Перекриття — Пересувна трансформаторна підстанція — Перемичка — Перемішувач — Періодична система елементів — Перліт — Пермутити — Перфорація свердловин — Петрогенез — П'єзокварц — Пилоуловлювач — Питома витрата ріжучого інструменту — Питома світлова енергія акумуляторного світильника — Підводний огляд трубопроводів — Підготовчі роботи — Підземні води — Підошва пласта — Підстанція електрична — Підшипник — Пілотна установка — Пілотний газ — Пірит — Піроліз — Пірофіліт — Пірохлор — Пісок — План ліквідації аварії — Планшети — Пласт (геологія) — Пластичність — Пластовий тиск — Платина — Плеохроїзм — Пливуни — Пневмоавтоматика — Пневмопривод — Пневматоліз — Побєдіт — Пожежна безпека — Пожежонебезпека — Поклад нафти і газу — Полімер — Полікристал — Поліморфізм — Полірування — Поліхромність — Пористість — Порода — Породоутворюючі мінерали — Поршень — Поршень (очисний) — Потужність пласта — Правила безпеки в газовій промисловості — Правила охорони споруд — Правила техніки безпеки — Правила технічної експлуатації магістральних газопроводів — Природна тяга — Природні ресурси — Прихват — Проба — Пробна експлуатація — Програма-диспетчер — Продувка свердловин — Продуктивний горизонт — Продуктивність нагнітача — Продуктивність свердловини — Проектування компресорних станцій — Промивка (турбіни) — Промивальна машина — Протипожежний захист компресорних станцій — Профілограф — Профільна лінія — Профілювання — Псаміти — Пульпа — Пульсатор — Пускач магнітний — Пустотність

### Р
Радіоактивні мінерали — Радіолярит — Радіометрична розвідка — Радіометрична сепарація — Радіометричні сепаратори — Раптовий викид вугілля та газу — Ратовкіт — Раухтопаз — Реактивно-турбінне буріння — Реальґар — Регенеративний патрон — Регресивне залягання гірської породи — Регресія (геологія) — Режим гірничих робіт — Режим покладу нафти або газу — Режим роботи гірничого підприємства — Рейка геодезична — Рейковий транспорт — Реконструкція гірничих підприємств — Рекристалізація — Рекультивація — Релаксація напружень у гірських породах — Реле витоку — Реліктові ґрунти — Рельєф — Ремонт гірничих виробок — Ремонтна служба шахти — Рентабельність гірничого підприємства — Реологія гірських порід — Репер (геодезія) — Респіратор — Ринколіт — Риштак — Рівень підземних вод — Рівномір — Рівнопадність — Рідкіснометалеві руди — Руди рідкісних металів — Різець — Різець вугільний — Робоча характеристика стояка — Робоча швидкість подачі гірничої машини — Робоче навантаження на кріплення — Робочий горизонт кар'єру — Робочий горизонт шахти — Рогова обманка — Родовище корисних копалин — Родоніт — Родохрозит — Розвантажувальний пристрій (транспорт) — Розвантажувальні криві — Розкіска — Розконсервація запасів — Розкрив — Розкривні породи — Розкриваючі виробки — Розкривні роботи — Розкриття зростків — Розкриття родовища — Розкриття шахтного поля — Розпушеність відсаджувальної постелі — Розриви тектонічні — Розріз (гірництво) — Розріз вугільний — Розробка родовищ корисних копалин — Розсипи — Розсипища — Розсічка — Розсіяні хімічні елементи — Розстріл — Розташування (термінологія) — Розубоження корисної копалини — Розчин — Розчинення підземне — Розчинність гірських порід — Розшарування порід — Ропа — Роторне буріння — Роторний екскаватор — Ртутні руди — Ртуть самородна — Рубеліт — Рубін — Руда — Руди — Руда сира — Рудна зона — Рудна труба — Рудне поле — Рудне тіло — Рудник — Рудникова вентиляція — Рудникове електрообладнання — Рудниковий газ — Рудниковий локомотив — Рудниковий підйом — Рудниковий транспорт — Рудникові води — Рудопідготовка — Рудоспуск — Рудоуправління — Руйнування гірської породи — Рутил — Ручна вибірка — Рядова спостережна станція — Рядове вугілля

### С
Сайклінг-процес — Самозаймання корисних копалин — Самородок — Самоскид — Сапфір — Свердловина — Свинець — Секреція (геологія) — Сепаратор — Сидерит — Силікати (мінералогія) — Сильвін — Система одиниць фізичних величин — Система управління газотранспортним підприємством — Ситовий аналіз — Сірка — Скид — Скіфська платформа — Складське господарство компресорної станції — Скрубер — Сланці — Смарагд — Сода — Соляна промисловість — Сольвент — Сольволіз — Сонячний камінь — Спеціальні коефіцієнти міцності — Спостережна свердловина — Срібні руди — Стійка робота нагнітача — Стійкість гірських порід — Стійкість ріжучого інструменту — Стічна вода — Стратиграфія — Стропи — Структура металу — Ступінь розвіданості родовища — Суглинки — Сумісна розробка — Супісок — Супутній видобуток корисної копалини — Суфозія — Сухе пиловловлювання — Сухий колодязь — Сушіння природного газу — Схема дегазації — Схема зрошування — Схема набору ріжучого інструменту — Схема стропування вантажів — Схема транспорту — Схема центрування — Схеми вентиляції — Схеми експлуатаційні

### Т
Таль — Тальк — Твердість — Телефонна станція підприємства — Тельфер — Температура займання — Температура спалаху — Теодоліт — Теплота згоряння палива — Техніко-економічні показники цеху — Технологічна схема цеху — Тиск /Одиниці тиску/ — Титан — Токарна обробка — Торф — Торфодобування — Травматизм у газовій промисловості — Транспортування турбіни — Траншеєкопач — Траншея (гірництво) — Тримкість — Трос — Турбобур — Тяговий агрегат

### У
Умовне паливо — Універсальні характеристики вентиляторів — Управління магістральних газопроводів — Усадка порід —

### Ф
Фізико-технічні властивості гірської породи — Фільтри — Флотація — Флюорит — Фосфорити — Фракційний склад — Фракція — Фюзен

### Х
Халцедон — Характеристика нагнітача — Хімічна реакція — Хром

### Ц
Цемент — Цементаційна труба — Цементація — Центрування — Центрифуга — Цеоліти — Циклон — Циркон

### Ш
Шабер — Шарошка — Швидкість різання — Швидкороз'ємне з'єднання труб — Шельф — Шибер — Шихта — Шкала Мооса — Шків — Шлам — Шліф — Шліфування — Шпат — Шток — Шурф

### Щ
Щебінь

### Я
Якість газу — Ярозит  — Яхонт — Яшма